# Состав (фільм)
 «Состав» , або«Холтрейн» (нім. Wholetrain) — перший німецький кінофільм, присвячений графіті з документальними та довідковими елементами. Показ фільму в кінотеатрах Німеччини почався 5 жовтня 2006. У ньому йдеться про дві команди KSB («Keep steel burning») і ATL («Above the law»), що борються у своєму місті за звання найкращих. Боротьба характеризується як насильством, так і творчістю.

## Історія
Сценарій був написаний Флоріаном Гаагом, як і постановка і саундтрек. Гааг брав участь у чинному Writer і закінчив школу мистецтв в Нью-Йорку, а після її завершення чотири року працював над фільмом. Після повернення до Німеччини, почалася серйозна робота над фільмом. Всі питання з приводу фільму виявилися дуже важкими. Першою перешкодою став пошук кіностудії, що було вирішено завдяки підтримці Крістіана Клооса з «ZDF — Das kleine Fernsehspiel».
Goldkind Filmproduktion помітив потенціал і взяв на себе студійну діяльність. Наступним завданням став пошук залізничної компанії, яка могла б надати для фарбування свої потяги, і, наприклад, така компанія, як Deutsche Bahn строго відмовилася підтримувати цей проект, оскільки у них з'явився страх наслідувачів та злочинців. Вони також хотіли зупинити проект в Європі та звернутися до інших підприємств. У кінцевому рахунку, в місті Варшава було дано дозвіл на зйомку фільму.
Показані та пофарбовані поїзди — Серія EN57, що належить оператору Мазовецька залізниця, дочірньої компанії Польських державних залізниць.
У Гаага з'явилося бажання активної роботи у фільмі, малювати на всю. Але цього не вийде, оскільки видано певну кількість діючих складів. У роботу було включено близько 3000 людей. Після того, як було все влаштовано, Гааг почав тренінг. Актори повинні були навчитися всьому, що повинен показати фільм, в тому числі вся графіті-термінологія. У фільмі трапляються великі, але не пофарбовані зображення. Досвідчений райтер привернув кілька ескізів у фільм, які вони зобразили в повному масштабі аерозольними балонами.
Райтерами, відповідальними за частини фільму, є Cemnoz, Neon, Won, Ciel (Benedikt Gahl), Mons і Pure.
Запуск DVD і саундтрека відбувся 7 грудня 2007 року.

## У ролях
| Актор                   | Роль       |
| ----------------------- | ---------- |
| Мікі Адлер              | Давид      |
| Флоріан Реннер          | Тіно       |
| Якоб Маченц             | Ахім       |
| Еліас М'Барек           | Еліас      |
| Геральд Олександр Гельд | Штайнбауер |

## Нагороди
- Urban World Vibe Film Fest New York — найкращий художній фільм
- Cologne Conference[en] — найкращий художній фільм
- Sarajevo Film Festival — найкращий молодіжний фільм
- Exground Filmfest Wiesbaden — найкращий молодіжний фільм
- Берлінський кінофестиваль — Особлива згадка «Діалог в перспективі»
- МКФ «Молодість» — найкращий художній фільм (2007), Приз глядацьких симпатій (2007)
- Adolf-Grimme-Preis[en] — Вигадка (2009)

## Музика
Саундтрек був написаний Флоріаном Гаагом. Вокалістами стали: KRS-One, Afu-Ra, Freddie Foxxx, Grand Agent, Planet Asia, O.C., El Da Sensei, Tame One, а також виконавець головної ролі Флоріан Реннер (Damion Davis).